# Да Винчијев код (филм)
„Да Винчијев код“ (енгл. The Da Vinci Code) је амерички филм из 2006. године, који је базиран на истоименом роману Дена Брауна. Филм је режирао Рон Хауард, док главне улоге играју: Том Хенкс, Одри Тоту, Ијан Макелен, Алфред Молина, Јирген Прохнов, Жан Рено и Пол Бетани. У филму, Роберт Лангдон, харвардски професор, постаје главни осумњичени за убиство кустоса музеја Лувр. Покушавајући да докаже своју невиност, разоткрива заверу унутар католичке организације Опус деи, односно вишевековно настојање да се сакрије права истина о судбини Исуса.
Филм је, као и књига, сматран контроверзним. Наишао је на јаке критике Католичке цркве, због оптужби да она стоји иза две хиљаде година заташкавања о томе шта заиста јесте Свети грал и концепту да су Исус Христ и Марија Магдалена били у браку и да су имали ћерку, као и филмски став према организацијама Сионски приорат и Опус деи. Многи њени чланови су бојкотовали филм. У књизи, Ден Браун наводи да су Сионски приорат и „сви описи уметничких дела, архитектуре, документи и тајних ритуала у роману, прецизни.” 
Филм је током премијерног викенда зарадио преко 224 милиона долара, а укупна зарада широм света је износила 760 милиона долара, што га је учинило другим најуспешнијим филмом из 2006. године и најуспешнијим филмом Рона Хауарда. Међутим, филм је добио већином негативне критике од стране критичара. Прате га два наставка, Анђели и демони (2009) и Инферно (2016).

## Радња
За време пословног боравка у Паризу, професор симбологије Роберт Лангдон, прима хитни ноћни телефонски позив: Жак Сонијер, кустос у Лувру, је убијен. Kод његовог тела полиција је пронашла збуњујући симбол и треба им помоћ стручњака. Током дешифровања те загонетке, Лангдон открива низ трагова скривених у делима Леонарда Да Винчија.
Лангдон се удружује са талентованом француском криптологињом Софи Неве и сазнаје да је покојни кустос био члан тајног друштва у коме су били Исак Њутн, Сандро Ботичели, Виктор Иго и Да Винчи. У трци кроз Париз и Лондон, Софи и Роберт се надмудрују са непознатом особом која као да предвиђа сваки њихов корак. Уколико њих двоје не дешифрују замршену загонетку на време, древна тајна и експлозивна историјска истина биће заувек изгубљена.

## Улоге
| Глумац               | Улога                    |
| -------------------- | ------------------------ |
| Том Хенкс            | професор Роберт Лангдон  |
| Одри Тоту            | Софи Неве                |
| Ијан Макелен         | Сер Ли Тибинг            |
| Пол Бетани           | Сајлас                   |
| Жан Рено             | капeтaн Бези Фаш         |
| Алфред Молина        | Бискуп Мануел Арингароса |
| Шарлот Грејам        | Марија Магдалена         |
| Јирген Прохнов       | Андре Верне              |
| Етјен Шико           | поручник Жером Коле      |
| Жан Ив Бертло        | Реми Жан                 |
| Жан Пјер Маријел     | Жак Сонијер              |
| Хју Мичел            | млади Сајлас             |
| Сет Гејбел           | Мајкл Клерик             |
| Мари Франсоаз Одолен | сестра Сандрин           |